# Rémarde
La Rémarde è un fiume francese, affluente dell'Orge e quindi subaffluente della Senna, che nasce a Sonchamp, attraversa i dipartimenti di Yvelines e dell'Essonne, nella regione dell'Île-de-France e sfocia nell'Orge a Saint-Germain-lès-Arpajon, dopo un percorso di 33,6 km.

## Comuni attraversati

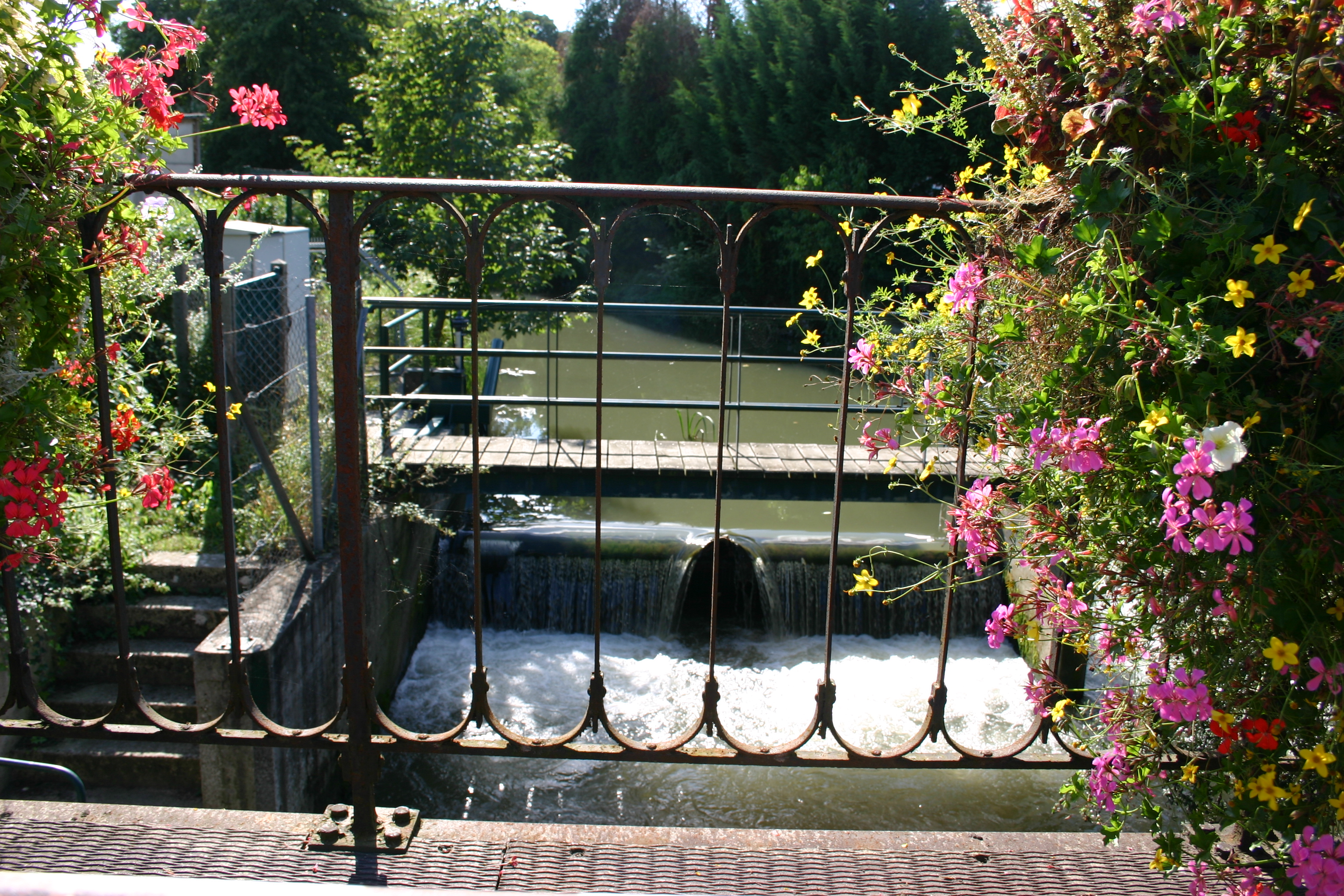
La Rémarde, che confluisce nell'Orge a Saint-Germain-lès-Arpajon.

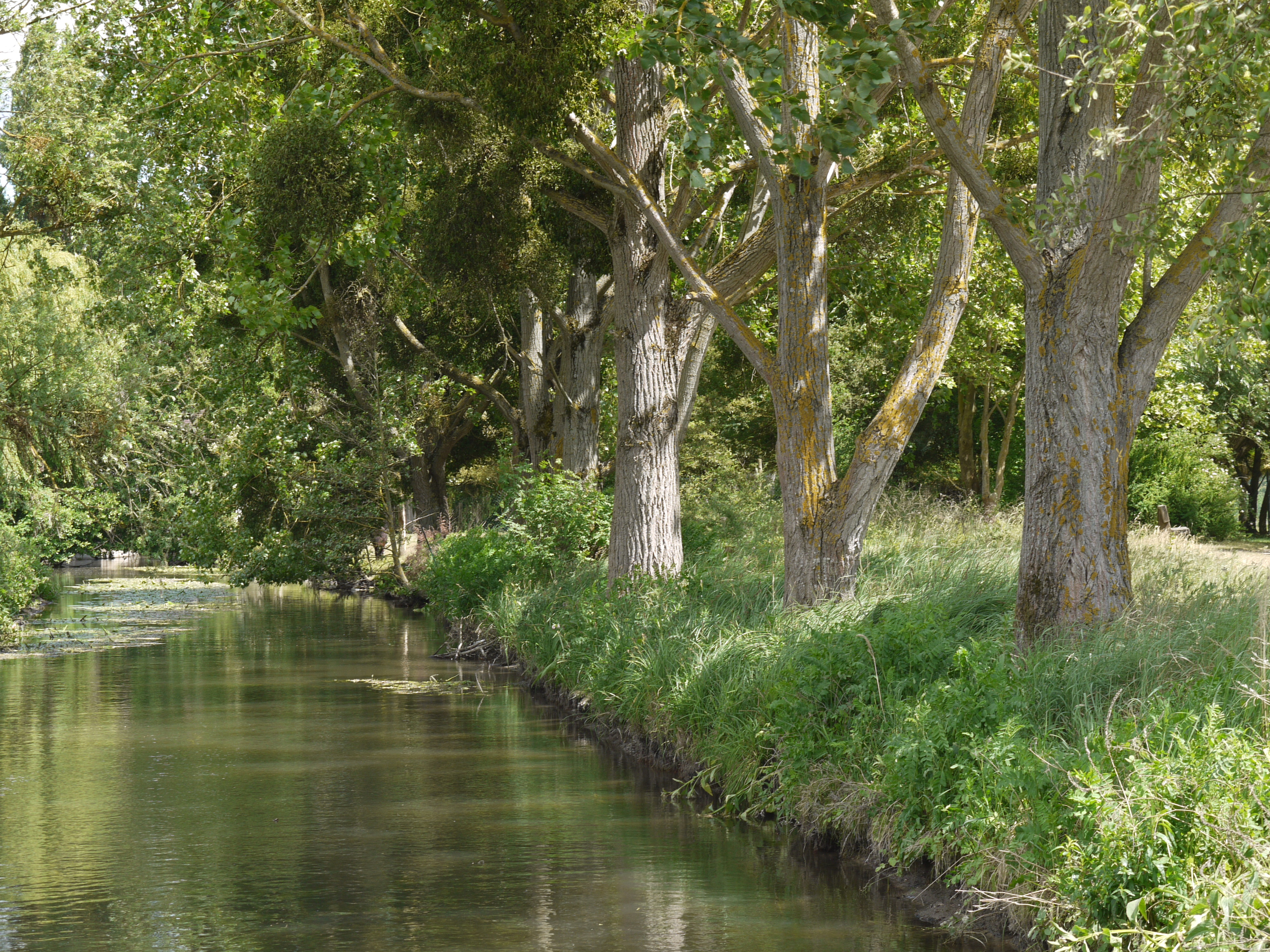
La Rémarde presso il mulino di Trévoux (Ollainville).

Nell'Yvelines
Sonchamp, Saint-Arnoult-en-Yvelines, Longvilliers
Nell'Essonne
Saint-Cyr-sous-Dourdan, Le Val-Saint-Germain, Saint-Maurice-Montcouronne, Bruyères-le-Châtel, Breuillet, Ollainville, Égly, Arpajon, Saint-Germain-lès-Arpajon

## Affluenti
- La Rabette, che nasce a Clairefontaine-en-Yvelines e confluisce nella  Rémarde a Longvilliers
- L'Aulne che nasce a La Celle-les-Bordes e confluisce nella Rémarde a Longvilliers
- La Prédecelle, che nasce a Choisel e confluisce nella Rémarde a Val-Saint-Germain.

## Idrologia
La Rémarde viene osservata presso la Station H4223110 - La Rémarde a Saint-Cyr-sous-Dourdan

## Luoghi turistici
- Il Mulino di Villeneuve, che fu proprietà di Louis Aragon ed Elsa Triolet e dove i due poeti sono sepolti a  Saint-Arnoult-en-Yvelines.
- Alimenta la bella superficie acquatica del Castello di Marais a Val-Saint-Germain.